# Karla Borger
Pour les articles homonymes, voir Borger.

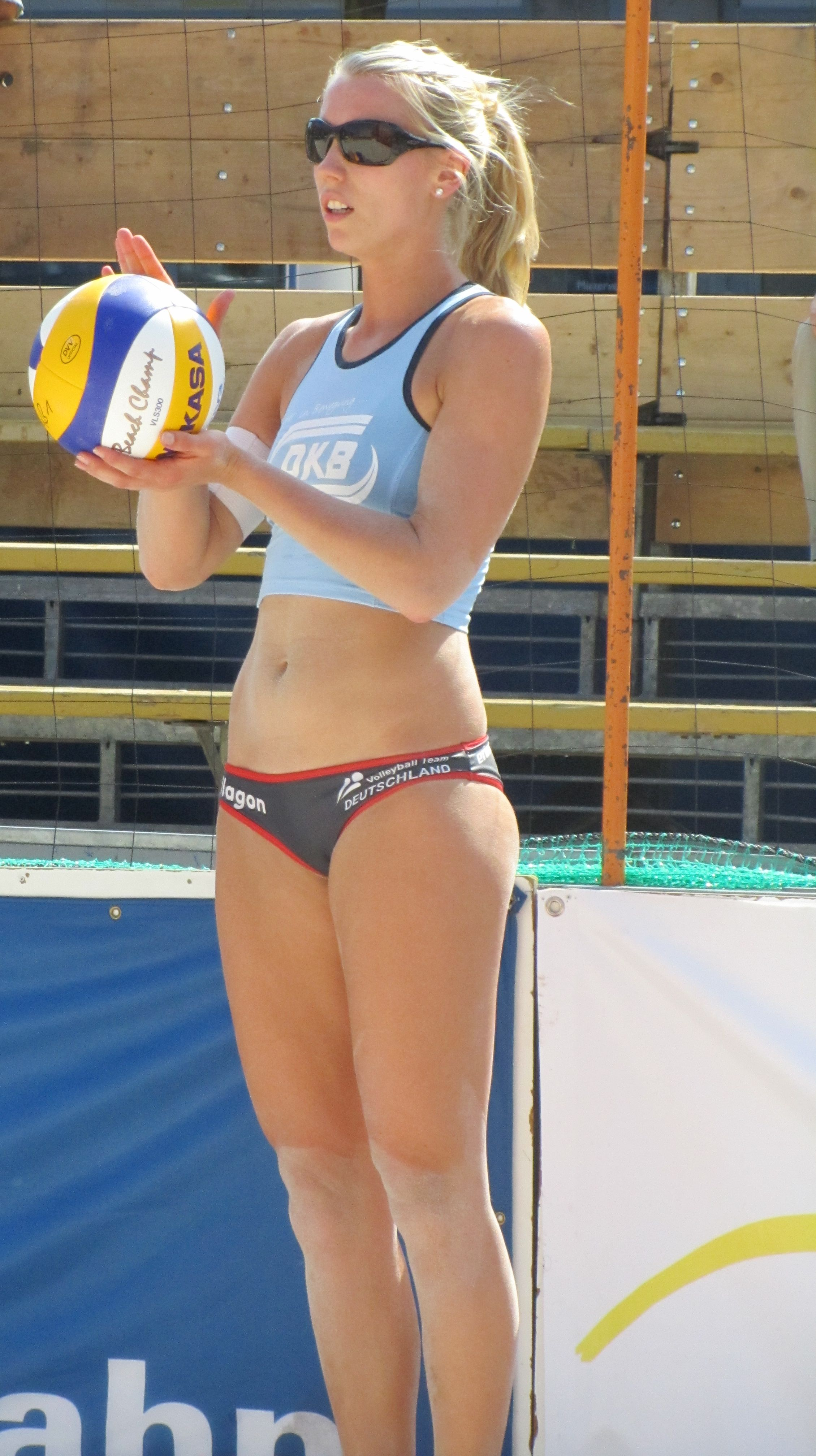
Karla Borger en 2011.

Karla Borger, née le 22 novembre 1988 à Heppenheim, est une joueuse de beach-volley allemande. 
Avec Britta Büthe, elle est battue en finale des Championnats du monde en 2013 par les Chinoises Xue Chen et Zhang Xi. Le duo remporte ainsi la première médaille mondiale du beach-volley féminin allemand. Ce duo est ensuite médaillé de bronze aux Championnats d'Europe de beach-volley 2016 à Bienne. C'est avec Julia Sude qu'elle remporte une nouvelle médaille de bronze, aux Championnats d'Europe de beach-volley 2021 à Vienne.